# Trastuzumab deruxtecán
Trastuzumab deruxtecán es un fármaco inmunoconjugado indicado en el tratamiento del cáncer de mama.
Su uso médico fue aprobado en Estados Unidos en diciembre de 2019, en Japón en marzo de 2020, en la Unión Europea en enero de 2021 y en Australia en octubre de 2021. Se comercializa con el nombre Enhertu.

## Indicaciones
Está indicado en pacientes afectos de cáncer de mama  HER-2 positivo que no puede extirparse mediante intervención quirúrgica o presenta metástasis.

## Mecanismo de acción

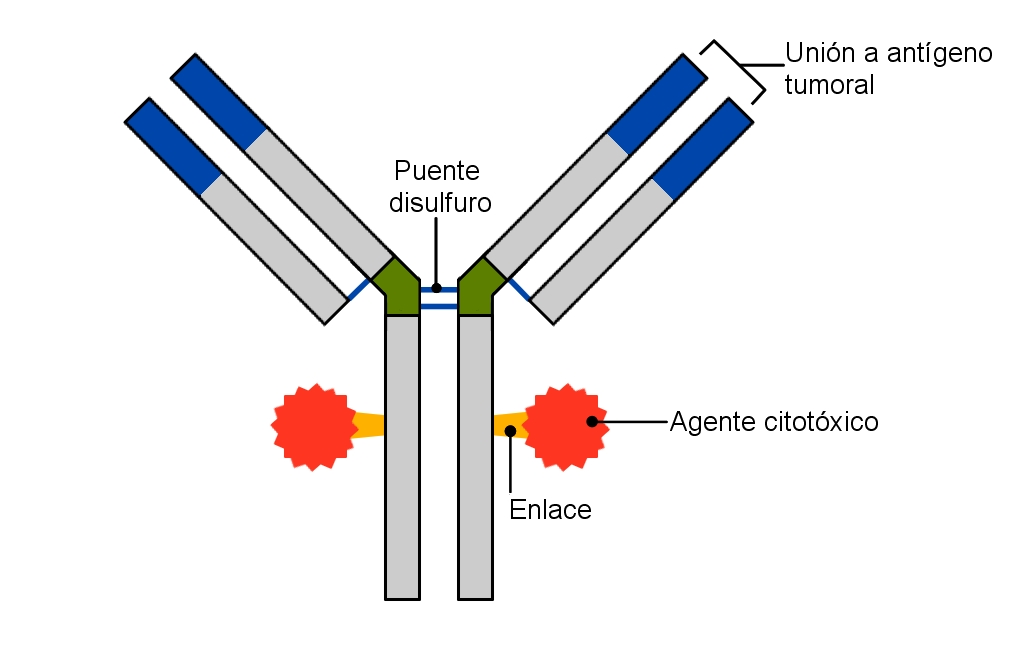
Estructura esquemática de un fármaco inmunoconjugado. Puede observarse un agente citotóxico unido mediante un enlace a un anticuerpo monoclonal.

El medicamento está formado por dos sustancias activas enlazadas:
- Trastuzumab. Es un anticuerpo monoclonal que se une específicamente a la proteína HER2 que se expresa en la superficie de las células cancerosas.
- Deruxtecán. Es un citostático, bloquea la enzima topoisomerasa I, impidiendo de esta forma la replicación del ADN celular y dificultando la multiplicación de las células cancerosas.

## Vía de administración
Se administra por vía intravenosa cada tres semanas durante un periodo de tiempo variable, dependiendo de la respuesta del paciente.

## Efectos secundarios
Los efectos secundarios más frecuentes son: náuseas, vómitos, diarrea, estreñimiento, astenia, alopecia, anemia, neutropenia, leucopenia, trombocitopenia, tos y cefalea. Otros efectos secundarios son disminución de la fracción de eyección del ventrículo izquierdo del corazón y enfermedad pulmonar intersticial. Puede causar daños en el feto si se administra a mujeres embarazadas.